# Grand Prix de la Somme 2009
Il Grand Prix de la Somme 2009, ventiquattresima edizione della corsa e valida come evento dell'UCI Europe Tour 2009 categoria 1.1, si svolse il 18 settembre 2009 su un percorso totale di 198,1 km. Fu vinto dal bielorusso Jaŭhen Hutarovič che terminò la gara in 4h30'22", alla media di 43,96 km/h.
Al traguardo 99 ciclisti portarono a termine il percorso.

## Ordine d'arrivo (Top 10)
| Pos. | Corridore         | Squadra        | Tempo    |
| ---- | ----------------- | -------------- | -------- |
| 1    | Jaŭhen Hutarovič  | F. des Jeux    | 4h30'22" |
| 2    | Anthony Ravard    | Agritubel      | s.t.     |
| 3    | Nadir Haddou      | Auber 93       | s.t.     |
| 4    | Jérémie Galland   | Besson Chaus.  | s.t.     |
| 5    | Aleksandr Porsev  | Katyusha Cont. | s.t.     |
| 6    | Frédéric Guesdon  | F. des Jeux    | s.t.     |
| 7    | Romain Feillu     | Agritubel      | s.t.     |
| 8    | Fabien Bacquet    | Auber 93       | s.t.     |
| 9    | Andreas Dietziker | Vorarlberg     | s.t.     |
| 10   | Florian Vachon    | Roubaix        | s.t.     |